# Критическая плотность
Крити́ческая пло́тность — наибольшая плотность заряда взрывчатого вещества (ВВ), при которой в определённых условиях взрывания скорость детонации и действие взрыва максимальны.
Критическая плотность является важной характеристикой для смесевых ВВ, особенно для промышленного применения. При плотности заряда выше критической наблюдается снижение всех энергетических параметров взрыва, что отрицательно сказывается на результатах применения энергии взрыва. Это происходит в основном за счет неполного протекания химических реакций разложения компонентов ВВ. Для индивидуальных взрывчатых химических соединений она практически не наблюдается.
На величину критической плотности влияют состав, степень измельчения, физическое состояние ВВ, влажность, температура, наличие и характеристика оболочки заряда и другие параметры.